# Jason Donovan
Jason Sean Donovan (sinh ngày 1 tháng 6 năm 1968) là một diễn viên kiêm ca sĩ nổi tiếng người Úc. Ban đầu anh tạo được danh tiếng với vai diễn Scott Robinson trong bộ phim truyền hình Úc nổi tiếng  Neighbours ,trước khi bắt đầu sự nghiệp âm nhạc vào năm 1988. Album đầu tay của anh  Ten Good Reasons  là album bán chạy nhất ở Anh vào năm 1989, với doanh số hơn 1,5 triệu, trong năm này anh bán được hơn 3 triệu bảng chỉ riêng tại Anh gồm cả single lẫn album, cho đến nay album đã tiêu thụ được hơn 30 triệu bản trên toàn thế giới. Anh có bốn đĩa đơn số 1 tại Vương quốc Anh, một trong số đó là "Especially for You", bản hit song ca kinh điển vào năm 1988 của anh cùng Kylie Minogue, bạn diễn trong phim  Neighbours . Ngoài ra, anh còn ghi dấu ấn với một số vở nhạc kịch, nổi bật nhất là vai chính trong vở nhạc kịch kinh điển  Joseph and the Amazing Technicolor Dreamcoat  vào đầu những năm 1990. Tại Việt Nam, anh quen thuộc với người yêu nhạc với các bản hit  Rhythm of the Rain  và Sealed with a kiss.

## Tiểu sử
Jason Donovan sinh ra ở vùng ngoại ô của thành phố Melbourne, thuộc bang Victoria của nước Úc. Anh là con trai của nữ diễn viên người Úc Sue McIntosh (nhũ danh là Menlove)  và  nam diễn viên sân khấu và truyền hình kỳ cựu người Anh  Terence Donovan (ông cũng từng tham gia trong phim  Neighbours  kinh điển).  Cha anh là người Anh gốc Ireland, còn mẹ là người Úc. Sau khi cha mẹ anh ly hôn, cha anh được toàn quyền nuôi con vào năm 1973 và tự mình nuôi dưỡng anh khôn lớn. Kể từ khi cha mẹ ly hôn, anh chưa từng gặp lại mẹ ruột của mình.

## Sự nghiệp

### 1980–1989: Sự nghiệp truyền hình và bộ phimNeighbours
Donovan bắt đầu đóng phim truyền hình từ năm 11 tuổi vào vai khách mời trong bộ phim truyền hình Úc  Skyways  kể từ năm 1980. Anh diễn vai anh trai của Kylie Minogue, người tình màn ảnh và ngoài đời của anh sau này. Sau đó, anh tham gia một số phim trong vai trò diễn viên nhí như  I Can Jump Puddles  (1981) và  Golden Pennies  (1985) trước khi tham gia vào dàn diễn viên của  Neighbours  năm 1986 với vai Scott Robinson (thay thế diễn viên Darius Perkins, người đã đóng vai này trong năm đầu tiên của loạt phim). Nhân vật Scott nổi bật với mối tình cùng nhân vật Charlene Mitchell (do Minogue thủ vai) cả hai cuối phim đã có cái kết có hậu bằng một đám cưới, bộ phim rất nổi tiếng tại Anh cũng như Úc.
Sau thành công với nhân vật Scott, Jason đã nhận được Giải Logie đầu tiên cho hạng mục "Tài năng mới xuất sắc nhất" vào năm 1987 và giải "Nam diễn viên truyền hình xuất sắc " từ  giải thưởng Penguin của Hiệp hội Truyền hình Úc. Năm 1988, anh được trao giải Silver Logie cho "Nam diễn viên được yêu thích nhất" của truyền hình Úc.
Ngoài vai diễn thường xuyên trong  Neighbours , Donovan còn xuất hiện với vai "Happy Houston" trong loạt mini series  The Heroes  về đề tài Thế chiến thứ hai của Úc năm 1988 , dựa trên tiểu thuyết lịch sử của Ronald McKie. Nhờ thành công của bộ phim, anh tiếp tục giành được Giải thưởng Logie vào năm 1990 cho hạng mục "Nam diễn viên được yêu thích nhất".
Donovan đã rời "Neighbours" vào năm 1989 để chú tâm cho sự nghiệp âm nhạc. Hai mươi năm sau, anh cho biết được đề nghị trở lại đoàn phim để tham gia lễ kỷ niệm 25 năm của bộ phim vào năm 2010, nhưng không thể thực hiện do bận rộn lịch trình các công việc khác.

### 1988–1991: Sự nghiệp của ngôi sao nhạc pop
Trong khi vẫn xuất hiện trong  Neighbours , Donovan đã theo chân Minogue ký hợp đồng thu âm với hãng Mushroom Records ở Úc, và với hãng PWL tại Anh. Đĩa đơn đầu tiên của anh là "Nothing Can Divide Us", được phát hành vào năm 1988. Giống như chất liệu nhạc của Minogue, ca khúc được viết và sản xuất bởi đội ngũ sản xuất của Stock Aitken Waterman. Đĩa đơn đạt vị trí thứ năm tại Anh.
Đĩa đơn tiếp theo của Donovan là một bản song ca với Minogue. "Especially for You" được phát hành vào tháng 12 năm 1988, và sau bốn tuần đứng ở vị trí thứ 2 ở Anh, nó đã đạt vị trí số 1 vào tháng 1 năm 1989. Đây là đĩa đơn bán chạy thứ 4 ở Anh vào năm 1988 và thứ 17 tại Úc trong năm 1989.
Đĩa đơn tiếp theo của anh là "Too Many Broken Hearts" đã nhanh chóng đạt vị trí quán quân ở Anh vào tháng 3 năm 1989. Không lâu sau,  anh đã phát hành album đầu tay  Ten Good Reasons vào tháng 5 năm 1989, cũng đạt được vị trí số một (chỉ trong vòng ba tuần).  Donovan đồng thời giữ vị trí số một trong bảng xếp hạng đĩa đơn và bảng xếp hạng album chỉ trong vòng 2 tuần. Đĩa đơn tiếp theo của anh là  "Sealed With a Kiss", bản cover lại từ bài hát gốc của Brian Hyland cũng đạt được vị trí số 1 tại bảng xếp hạng UK charts. Vào tháng 12 năm 1989, anh tham gia vào show "Do They Know It’s Christmas" của Band Aid II, bao gồm cả Minogue được chiếu song song trên truyền hình Úc và Anh.
Donovan phát hành album thứ hai của mình là  Between The Lines  vào tháng 5 năm 1990, một lần nữa album cũng được sản xuất bởi Stock Aitken Waterman. Mặc dù album đạt vị trí Bạch kim ở Anh, nhưng thành tích của nó kém hơn so với lần ra mắt của anh một năm trước đó, đạt vị trí số 2 và chỉ bán được 1/5 số bản ghi âm. Năm đĩa đơn đã được phát hành từ album thứ hai, và mặc dù tất cả đều lọt vào Top 30 của bảng xếp hạng UK charts, nhưng cũng báo hiệu sự sụt giảm mức độ nổi tiếng của anh. Các đĩa đơn của Donovan đã giành được vị trí  16 trong  Top 40 đĩa đơn ăn khách tại Anh từ năm 1988 đến 1992.
Năm 1990, anh bắt đầu chuyến lưu diễn vòng quanh thế giới của mình mang tên "Doin 'Fine Tour". Tour diễn bao gồm vòng quanh nước Anh, Ireland, Lục địa Châu Âu, Úc, Singapore và các khu vực khác của Đông Nam Á. Buổi hòa nhạc tại Dublin được thu âm và phát hành dưới dạng VHS vào năm 1990; và phát hành DVD vào năm 2010. Cũng trong năm 1990, song song với sự nghiệp nhạc Pop anh đóng chính trong bộ phim điện ảnh đầu tiên của mình mang tên  Blood Oath  (phim phát hành ở một số quốc gia với tên gọi  Prisoners of the Sun ).

### 1991–1993: Sự nghiệp sân khấu và vụ kiệnThe Face
Năm 1991, Donovan nhận lời đóng vai chính trong phiên bản cải tiến  từ vở nhạc kịch  Joseph and the Amazing Technicolor Dreamcoat  của nhà hát London Palladium, do Steven Pimlott đạo diễn. Tiếp theo sau đó, Donovan có đĩa đơn đạt vị trí số 1 lần thứ 4 trong sự nghiệp của mình tại UK charts với ca khúc "Any Dream Will Do", một trong những ca khúc nổi tiếng nhất của anh. Sau đó, Donovan rời khỏi hãng đĩa PWL vào đầu năm 1992.
Năm 1992, Donovan đã phát động một hành động bôi nhọ chống lại tạp chí  The Face , vì tạp chí này đã đăng các cáo buộc cho rằng anh là người đồng tính. Donovan đã giành được 200.000 bảng tiền bồi thường thiệt hại và tạp chí này phải trả thêm 100.000 bảng Anh chi phí cho anh, nhưng vụ kiện đã tạo ra những phản ứng dữ dội khi những người đồng tính cáo buộc anh kỳ thị người đồng tính.  Trong năm 2007 trong một cuộc phỏng vấn với tạp chí  Marie Claire , và trong cuốn tự truyện năm 2007  Between The Lines: My Story Uncut , Donovan tuyên bố rằng việc kiện  The Face  là sai lầm lớn nhất trong cuộc đời anh.
Đến năm 1993, Donovan ký hợp đồng với hãng đĩa Polydor Records và phát hành album thứ ba của mình mang tên All Around The World .

### 1995–1999: Nghiện ma túy,Viên đạn cuối cùngvà tiếp tục công việc nhạc kịch
Vào năm 1995, Donovan thừa nhận rằng anh mắc chứng nghiện ma túy nghiêm trọng, mỗi ngày phải hít khoảng 3 gam cocaine. Đầu năm 1995, anh tham dự bữa tiệc sinh nhật lần thứ 21 của người mẫu Kate Moss tại The Viper Room ở Los Angeles, California, Mỹ , khi đó anh đã bị đưa vào bệnh viện cấp cứu vì sử dụng ma túy quá liều.  Sau đó,  anh nhận lời đóng vai chính trong bộ phim truyền hình Úc  Viên đạn cuối cùng  đóng cặp với Koji Tamaki, do Michael Pattison đạo diễn, lấy bối cảnh Thế chiến thứ hai trên đảo Borneo ở Thái Bình Dương.
Năm 1998, Donovan đảm nhận vai chính Dr. Frank N. Furter trong vở nhạc kịch mang tên  The Rocky Horror Show, tại đây anh đã gặp người quản lý sân khấu Angela Malloch.  Sau khi hai người có một mối quan hệ chớp nhoáng trong vòng hai năm, thì Malloch có thai và đưa ra tối hậu thư cho Donovan rằng anh phải chấm dứt hút ma túy nếu anh muốn trở thành một phần cuộc đời của hai mẹ con.
Cuối năm 1999, Donovan tuyên bố rằng anh vẫn sử dụng cocaine, anh nói: "Tôi vẫn bị đau khớp và tôi vẫn hít cocaine, nhưng không nhiều như hai năm trước."  Vào năm 2011, anh tuyên bố mình đã không còn sử dụng ma túy kể từ năm 2000, thời điểm đứa con đầu lòng của anh chào đời.

### 2000–2005: Vai trò làm cha,MDAvà  vở nhạc kịchSweeney Todd
Kể từ tháng 3 năm 2000, khi con gái đầu lòng của anh là Jemma Donovan được sinh ra, thì chứng nghiện ma túy của anh đã chấm dứt, sau đó anh tiếp tục diễn xuất trên sân khấu và truyền hình, và có một vai diễn trong bộ phim truyền hình về đề tài ngành y và ngành luật mang tên  MDA  trên kênh truyền hình ABC của Úc (phát sóng từ 2003-2005). Kể từ năm 2003, Donovan cũng tham gia lồng tiếng cho loạt trò chơi điện tử đố vui mang tên Buzz! .
Cuối năm 2004, anh gây chú ý trong vở nhạc kịch  Chitty Chitty Bang Bang  tại nhà hát London Palladium. Ban đầu dự kiến anh sẽ kết thúc buổi biểu diễn của mình vào ngày 13 tháng 3 năm 2005, nhưng sau đó vì vở kịch ăn khách nên anh được mời trở lại từ tháng 6 để diễn trong hai tháng cuối cùng của show, cho đến khi nó đóng cửa chính thức vào ngày 4 tháng 9 năm 2005. Sau đó, anh đã đi lưu diễn vòng quanh nước Anh  và trở lại sân khấu vào tháng 1 năm 2006 để đóng vai chính trong vở nhạc kịch  mang tên Sweeney Todd của đạo diễn Stephen Sondheim. Tiếp theo đó cùng năm, anh quay trở lại Melbourne để đóng vai chính trong bộ phim truyền hình  Festen  của đạo diễn David Eldrige.

### 2005–2006: Vụ việc tranh cãi của hãng điện thoại Virgin Mobile và tham gia showI’m a Celebrity ...Get Me Out of Here!
Vào năm 2005, số điện thoại di động của Donovan đã được lan truyền khắp nơi trên mạng ở Úc, do một bức ảnh được chụp ở Sydney. Có vẻ như Donovan đang cố gắng bán chiếc xe của mình và vô tình tiết lộ số điện thoại di động của mình cho công chúng. Từ ngày 10 tháng 9, máy trả lời tự động của anh có một tin nhắn đặc biệt, vì anh  bực bội với số lượng cuộc gọi mà anh ấy đang nhận. Hãng điện thoại di động Virgin đã đăng quảng cáo trên một số tờ báo nổi tiếng của Úc, kêu gọi mọi người không gọi cho Donovan,anh là một trong những khách hàng của họ. Hãng Virgin Mobile sau đó đã thừa nhận bức ảnh bị lộ ra là một phần của chiêu trò tiếp thị.
Năm 2006, Donovan tham gia show truyền hình thực tế I'm a Celebrity... Get Me Out of Here! và kết thúc ở vị trí thứ 3. Khi ở trong rừng, anh đã trở thành bạn tốt của David Gest và Matt Willis. Donovan cũng đã tham gia nhiều thử thách Bushtucker, bao gồm việc đội một chiếc mũ bảo hiểm đầy côn trùng và chơi trò chơi  Operation . Donovan thua Matt Willis ở vòng Vương miện của Chúa tể rừng rậm. Bất chấp việc bị thua cuộc, trong một cuộc phỏng vấn trên show  The Steve Wright Show  của đài  BBC Radio 2 vào tháng 1 năm 2008, anh cho biết việc tham gia show  Tôi là Người nổi tiếng ... Hãy mang tôi ra khỏi đây ǃ  đã giúp anh hồi sinh sự nghiệp của mình.

### 2007–2009: Quay trở lại sự nghiệp âm nhạc và truyền hình

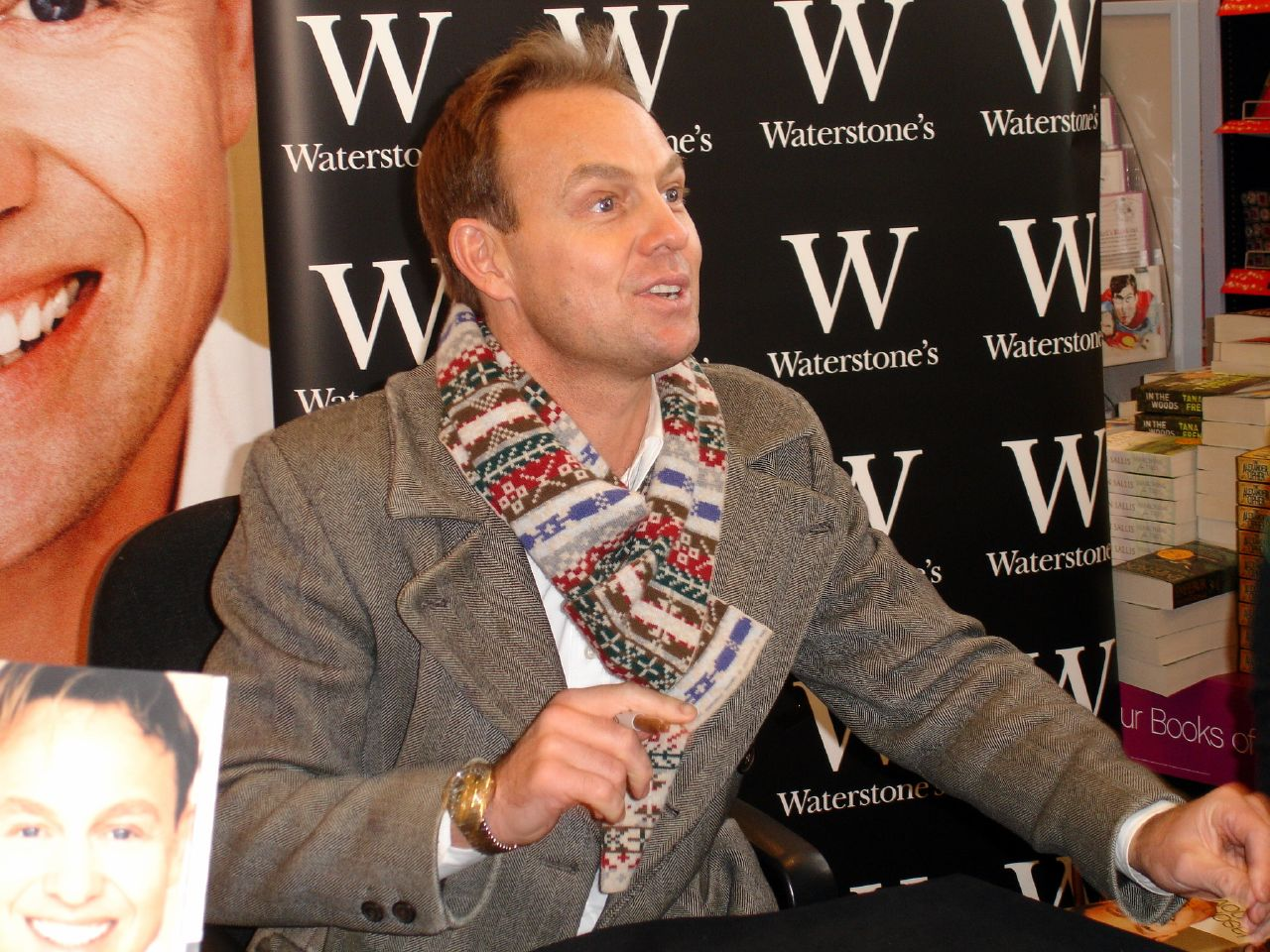
Donovan tại buổi ký tặng sách tại Waterstones Bournemouth vào năm 2007.

Tháng 7 năm 2007 Donovan biểu diễn liên khúc các bài hát của  Joseph  cùng với các diễn viên khác bao gồm Donny Osmond và Lee Mead tại Buổi hòa nhạc Diana. Đầu năm 2008, Donovan tham gia đóng bộ phim truyền hình của kênh ITV mang tên Echo Beach ; tuy nhiên bộ phim đã bị hủy bỏ sau 12 tập được công chiếu. Sau đó, anh cũng trình làng show  Sunday Night with Jason Donovan , một chương trình trên đài The One Network - đài phát thanh địa phương của Anh.
Vào ngày 25 tháng 9 năm 2008, Donovan biểu diễn trong căng tin tại trụ sở chính của Tesco ở Garden city Welwyn, Hertfordshire. Đó là hoạt động để quảng bá cho album mới của anh mang tên  Let It Be Me  được phát hành vào ngày 10 tháng 11 năm 2008. Đây là album đầu tiên của anh trong vòng 15 năm đạt vị trí thứ 28 tại Anh. Cũng trong năm 2008, Donovan có buổi biểu diễn tại Party In The Park ở Wellingborough, Northamptonshire. Vào năm 2009, Donovan đóng vai Tick (Mitzi) trong vở nhạc kịch  Priscilla Queen of the Desert   ở London của tại Nhà hát Palace. Cùng năm, Donovan ký hợp đồng quảng cáo (cùng với với Kerry Katona và Coleen Nolan) cho chuỗi siêu thị thực phẩm đông lạnh Iceland ở Anh.

### 2010 – nay: Soundtracks of the 80s, Strictly Come Dancing, Sign of Your Love, Superstar và Khiêu vũ trên băng
Vào tháng 9 năm 2010, Donovan tham gia vào show truyền hình BBC Bạn nghĩ mình là ai ? (Who Do You Think You Are?), truy tìm gia phả của anh qua nhiều thế hệ. Album phòng thu thứ năm của Donovan,  Soundtrack of the 80s được phát hành vào tháng 10 năm 2010. Album bao gồm các bản cover của các bản hit nổi tiếng trong những năm 1980 như "Drive", "The Cars," I Just Died In Your Arms", "Cut Crew", "Sign Your Name", "Terence Trent D'Arby" và một số ca khúc khác. Cùng năm, Donovan đóng vai The Artilleryman trong vở kịch sân khấu Jeff Wayne's The War of the Worlds  (phiên bản nhạc kịch). Chương trình đã lưu diễn ở Anh và Châu Âu, bắt đầu từ tháng 11 năm 2010 và kết thúc tại Đức vào tháng 1 năm 2011. Donovan cũng lồng tiếng cho nhân vật Toby trong bộ phim hoạt hình về môi trường  Animals United .
Vào tháng 2 năm 2011, Donovan xuất hiện trong loạt phim của BBC  Ready, Steady, Cook . Sau đó, anh tổ chức tour lưu diễn Here and Now Tour, và cũng đã đi lưu diễn cùng với vở nhạc kịch mang tên  The Sound of Music  trong vai Captain Von Trapp. Vở kịch cũng có sự tham gia của Verity Rushworth trong vai Maria. Từ tháng 9 năm 2011, Donovan đã tham gia show truyền hình thực tế mùa thứ 9 của đài BBC  mang tên  Strictly Come Dancing . Anh đã hợp tác với vũ công Kristina Rihanoff và về thứ ba trong cuộc thi. Donovan đã dẫn một chương trình trên sóng radio Heart vào mỗi Chủ nhật từ 10 giờ sáng đến 12 giờ trưa, sau đó Donovan tạm thời rời đài vào năm 2013.
Vào tháng 3 năm 2012, Donovan đã phát hành một album mới mang tên  Sign Of Your Love , đạt vị trí thứ 36 trong Bảng xếp hạng Album của Anh. Vào tháng 5 năm 2012, Donovan đã tham gia talkshow  Những câu chuyện về cuộc đời của Piers Morgan  do Piers Morgan chủ trì trên kênh ITV, trong đó anh đã trò chuyện cởi mở về sự nghiệp của mình, quá khứ của anh, mối quan hệ cũ của anh với người tình cũ Kylie Minogue và cuộc chiến của anh với ma túy. Trong cuộc phỏng vấn, Donovan cũng thừa nhận rằng anh đã trải qua việc cấy tóc để cải thiện mái tóc mỏng của mình. Vào mùa hè năm 2012, anh tham gia với vai trò giám khảo cho chương trình tìm kiếm tài năng của đài  ITV Superstar. Vào cuối năm 2012, Donovan một lần nữa lưu diễn khắp nước Anh và Châu Âu trong phiên bản mới của  Jeff Wayne's War of the Worlds , lần này là vào vai Parson Nathaniel.
Năm 2013, Donovan diễn lại vai Tick / Mitzi trong vở kịch lưu diễn xuyên quốc gia mang tên Priscilla, Queen of the Desert .Vào tháng 1 năm 2015,  Donovan tiết lộ một lần nữa anh được mời trở lại đoàn phim  Neighbours  trong hoạt động mừng lễ kỷ niệm 30 năm của bộ phim, nhưng anh đã từ chối lời đề nghị và nói thêm rằng "đó không phải là điều tôi muốn làm". Tuy vậy, anh đồng ý tham gia bộ phim tài liệu đặc biệt về bộ phim mang tên  Neighbors 30: The Stars Reunite , được phát sóng cùng lúc ở Úc và Anh vào tháng 3 năm 2015.
Kể từ năm 2015, Donovan tham gia dẫn chương trình "Tua lại những năm 80 cùng Jason Donovan" (chương trình kéo dài từ 2015 đến 2017) trên sóng Heart Radio, phát sóng vào các tối Chủ Nhật từ 7 giờ tối đến 10 giờ tối. Vào năm 2016, Donovan đã đi lưu diễn vòng quanh nước Anh với chuyến lưu diễn mang tên Ten Good Reasons and Greatest Hits.
Vào năm 2017, chương trình Heart 80s Radio được ra mắt công chúng và anh bắt đầu dẫn vào các Buổi sáng Chủ nhật từ 9 sáng đến 12 giờ trưa cùng với Chương trình Tua lại thập niên 80 vào các Buổi tối Chủ nhật trên đài Heart. Đến tháng 12 năm 2017, Donovan sẽ có đợt nghỉ thứ hai sau các chương trình radio của mình. Anh xác nhận mình sẽ trở lại Heart vào một thời điểm nào đó trong tương lai.
Vào mùa hè năm 2019, Donovan trở lại nhà hát London Palladium trong một vở kịch mới của  Joseph and the Amazing Technicolor Dreamcoat , lần này đóng vai Pharaoh cùng với Sheridan Smith trong vai Người kể chuyện và Jac Yarrow trong vai Joseph. Quá trình sản xuất dự kiến sẽ quay trở lại vào mùa hè năm 2020 với sự trở lại của Donovan và Yarrow, tuy nhiên do đại dịch COVID-19, quá trình sản xuất đã bị hoãn lại đến mùa hè năm 2021.
Vào Giáng sinh năm 2020, Donovan dự định sẽ ra mắt vở kịch câm trong vai Evil Ringmaster  của vở   Goldilocks and the Three Bears  tại Birmingham Hippodrome, tuy nhiên do đại dịch COVID-19 vở kịch câm lại bị hoãn lại đến Giáng sinh năm 2021.
Năm 2021, Donavan thi đấu trong show thực tế   Dancing on Ice  mùa thứ 13, kết hợp với Alexandra Schauman. Tuy nhiên, anh  đã rút khỏi cuộc thi vào tuần thứ 6 do chấn thương lưng. Cũng trong năm 2021, anh bắt đầu tour diễn mang tên Even more good reasons lưu diễn vòng quanh nước Anh và Ireland diễn ra từ tháng 10/2021 đến tháng 3/2022, tuy nhiên do đại dịch tiếp tục hoành hành, tour diễn tại Ireland dự kiến sẽ diễn ra vào tháng 2 và tháng 3 có khả năng bị hoãn lại .

## Đời sống cá nhân
Mối tình đầu của Jason Donovan là với nữ ca sĩ người Úc Kylie Minogue, bạn diễn trong phim Neighbours lẫn trong sự nghiệp âm nhạc của anh với bài hit song ca kinh điển “Especially for You”. Họ gặp nhau lần đầu tiên khi cả hai mới 11 tuổi và cả hai đều là những diễn viên nhí trong bộ phim Skyways (1980). Sau đó cặp đôi gặp lại nhau vào năm 1985 khi cả hai đi casting trong bộ phim truyền hình nổi tiếng “Neighbours” (1986), trong quá trình đóng phim họ đã nảy sinh tình cảm và trở thành cặp tình nhân thật bước ra từ màn ảnh. Sau đó cả hai đã đổ bộ làng nhạc Pop thế giới với nhiều bản hit đình đám đồng thời trở thành cặp đôi được yêu thích của làng nhạc quốc tế. Tuy nhiên vì lịch trình bận rộn nên khoảng cách hai người càng xa. Mùa hè năm 1989, cả hai tuyên bố chia tay trong sự ngỡ ngàng của nhiều khán giả hâm mộ của cặp đôi trên toàn thế giới sau ba năm hẹn hò kể từ năm 1986 đến 1989. Vào dịp giáng sinh năm 2012 họ tái hợp trên sân khấu trong một show ca nhạc của BBC biểu diễn ca khúc “Especially for you” sau gần 23 năm kể từ bản hit kinh điển được ra mắt công chúng, màn trình diễn đã thu hút đến gần 7 triệu lượt xem trên youtube.Kể từ đó, họ thường xuyên tái hợp vào những dịp kỷ niệm đặc biệt và được khán giả rất yêu thích. Năm 2008, Donovan đã kết hôn với Angela Malloch, người phụ nữ đã sinh cho anh ba mặt con gồm hai con gái và 1 con traiː Jemma (sinh năm 2000), Zac (sinh năm 2001) và Molly (sinh năm 2011). Hiện gia đình anh đang sống ở phía Tây London và Oxfordshire, Anh Quốc. Trong khi đó, em gái cùng mẹ khác cha của Donovan tên Stephanie McIntosh trước đây  cũng từng tham gia phim  Neighbours. Mặc dù bị mẹ ghẻ lạnh, nhưng anh lại gần gũi với bà ngoại và những người họ hàng khác bên ngoại.
Donovan là khách mời trong một tập của show truyền hình thực tế BBC  Bạn nghĩ mình là ai?  (Who Do You Think You Are?) vào ngày 30 tháng 8 năm 2010, trong đó anh phát hiện ra mình là hậu duệ của nhân vật tiên phong William Cox, người đã xây dựng con đường đầu tiên qua Blue Mountains của Úc vào năm 1814. Ngoài ra, Donovan còn xác nhận được anh có nguồn gốc người Do Thái thông qua bà cố ngoại của mình, bà Eileen Dawson (nhũ danh  Lyons).

## Danh sách đĩa hát

### Album phòng thu
| Tựa đề                | Chi tiết album                                | Vị trí bảng xếp hạng | Vị trí bảng xếp hạng | Vị trí bảng xếp hạng | Vị trí bảng xếp hạng | Vị trí bảng xếp hạng | Vị trí bảng xếp hạng | Vị trí bảng xếp hạng | Vị trí bảng xếp hạng | Chứng nhận doanh thu bán đĩa (Danh sách chứng nhận doanh thu đĩa hát) |
| Tựa đề                | Chi tiết album                                | AUS                  | AUT                  | GER                  | NLD                  | NZ                   | SWE                  | SWI                  | UK                   | Chứng nhận doanh thu bán đĩa (Danh sách chứng nhận doanh thu đĩa hát) |
| --------------------- | --------------------------------------------- | -------------------- | -------------------- | -------------------- | -------------------- | -------------------- | -------------------- | -------------------- | -------------------- | --------------------------------------------------------------------- |
| Ten Good Reasons      | - Phát hành: 1989 - Hãng đĩa: PWL             | 5                    | 20                   | 3                    | 21                   | 4                    | 29                   | 20                   | 1                    | - ARIA: Bạch kim - BPI: 5× bạch kim                                   |
| Between the Lines     | - Phát hành: 1990 - Hãng đĩa: PWL             | 77                   | 18                   | 52                   | 25                   | 44                   | —                    | 37                   | 2                    | - BPI: Bạch kim                                                       |
| All Around the World  | - Phát hành: 1993 - Hãng đĩa: Polydor         | —                    | —                    | —                    | —                    | —                    | —                    | —                    | 27                   |                                                                       |
| Let It Be Me          | - Phát hành: 2008 - Hãng đĩa: Universal       | —                    | —                    | —                    | —                    | —                    | —                    | —                    | 28                   |                                                                       |
| Soundtrack of the 80s | - Phát hành: 2010 - Hãng đĩa: Universal       | —                    | —                    | —                    | —                    | —                    | —                    | —                    | 20                   |                                                                       |
| Sign of Your Love     | - Phát hành: 2012 - Hãng đĩa: Polydor Records | —                    | —                    | —                    | —                    | —                    | —                    | —                    | 36                   |                                                                       |

### Album tổng hợp
Greatest Hits
- Lưu ý: Một số bộ sưu tập tác phẩm của Donovan đã được phát hành, bao gồm "Greatest Hits" năm 1991, đạt vị trí thứ 9 ở Anh,[18] và # 132 ở Úc.[11]

### Single
| Năm  | Tựa đề                                           | Vị trí bảng xếp hạng | Vị trí bảng xếp hạng | Vị trí bảng xếp hạng | Vị trí bảng xếp hạng | Vị trí bảng xếp hạng | Vị trí bảng xếp hạng | Vị trí bảng xếp hạng | Vị trí bảng xếp hạng | Vị trí bảng xếp hạng | Vị trí bảng xếp hạng | Danh sách chứng nhận thu âm  | Album                                        |
| Năm  | Tựa đề                                           | AUS                  | BEL                  | FIN                  | GER                  | IRE                  | NLD                  | NZ                   | SWE                  | SWI                  | UK                   | Danh sách chứng nhận thu âm  | Album                                        |
| ---- | ------------------------------------------------ | -------------------- | -------------------- | -------------------- | -------------------- | -------------------- | -------------------- | -------------------- | -------------------- | -------------------- | -------------------- | ---------------------------- | -------------------------------------------- |
| 1988 | "Nothing Can Divide Us"                          | 3                    | 38                   | 12                   | —                    | 3                    | —                    | 39                   | —                    | —                    | 5                    | - ARIA: Vàng - BPI: Bạc      | Ten Good Reasons                             |
| 1988 | "Especially for You" (song ca với Kylie Minogue) | 2                    | 5                    | 4                    | 10                   | 1                    | 4                    | 2                    | 12                   | 2                    | 1                    | - ARIA: Vàng - BPI: Bạch kim | Ten Good Reasons                             |
| 1989 | "Too Many Broken Hearts"                         | 7                    | 2                    | 3                    | 16                   | 1                    | 3                    | 21                   | 13                   | 27                   | 1                    | - ARIA: Vàng - BPI: Vàng     | Ten Good Reasons                             |
| 1989 | "Sealed with a Kiss"                             | 8                    | 2                    | 2                    | 4                    | 1                    | 11                   | 13                   | 8                    | 7                    | 1                    |                              | Ten Good Reasons                             |
| 1989 | "Every Day (I Love You More)"                    | 43                   | 6                    | 9                    | 19                   | 1                    | 47                   | 41                   | —                    | —                    | 2                    |                              | Ten Good Reasons                             |
| 1989 | "When You Come Back to Me"                       | 40                   | 6                    | 2                    | 36                   | 1                    | 20                   | —                    | —                    | —                    | 2                    | - BPI: Vàng                  | Between the Lines                            |
| 1990 | "Hang On to Your Love"                           | —                    | 12                   | —                    | 51                   | 3                    | 26                   | —                    | —                    | —                    | 8                    |                              | Between the Lines                            |
| 1990 | "Another Night"                                  | —                    | 12                   | 14                   | 52                   | 6                    | 43                   | —                    | —                    | —                    | 18                   |                              | Between the Lines                            |
| 1990 | "Rhythm of the Rain"                             | 44                   | 14                   | —                    | 38                   | 6                    | —                    | —                    | —                    | —                    | 9                    |                              | Between the Lines                            |
| 1990 | "I'm Doing Fine"                                 | 123                  | 34                   | —                    | 60                   | 9                    | —                    | —                    | —                    | —                    | 22                   |                              | Between the Lines                            |
| 1991 | "RSVP"                                           | 97                   | 22                   | —                    | 66                   | 8                    | —                    | —                    | —                    | —                    | 17                   |                              | Greatest Hits                                |
| 1991 | "Any Dream Will Do"                              | 92                   | 19                   | —                    | 55                   | 1                    | 55                   | —                    | —                    | —                    | 1                    | - BPI: Vàng                  | Joseph and the Amazing Technicolor Dreamcoat |
| 1991 | "Happy Together"                                 | —                    | 20                   | —                    | 53                   | 6                    | —                    | —                    | —                    | —                    | 10                   |                              | Greatest Hits                                |
| 1991 | "Joseph Mega Remix"                              | —                    | —                    | —                    | —                    | —                    | —                    | —                    | —                    | —                    | 13                   |                              | Joseph and the Amazing Technicolor Dreamcoat |
| 1992 | "Mission of Love"                                | —                    | 25                   | —                    | —                    | —                    | —                    | —                    | —                    | —                    | 26                   |                              | All Around the World                         |
| 1992 | "As Time Goes By"                                | —                    | —                    | —                    | —                    | —                    | —                    | —                    | —                    | —                    | 26                   |                              | All Around the World                         |
| 1993 | "All Around the World"                           | —                    | —                    | —                    | —                    | —                    | —                    | —                    | —                    | —                    | 41                   |                              | All Around the World                         |
| 1993 | "Angel"                                          | —                    | —                    | —                    | —                    | —                    | —                    | —                    | —                    | —                    | —                    |                              | All Around the World                         |
| 2007 | "Share My World"                                 | —                    | —                    | —                    | —                    | —                    | —                    | —                    | —                    | —                    | —                    |                              | Chỉ phát hành single lẻ                      |
| 2008 | "Dreamboats and Petticoats"                      | —                    | —                    | —                    | —                    | —                    | —                    | —                    | —                    | —                    | —                    |                              | Let It Be Me                                 |
| 2012 | "Make Love"                                      | —                    | 91                   | —                    | —                    | —                    | —                    | —                    | —                    | —                    | —                    |                              | Sign of Your Love                            |

## Danh sách phim đã tham gia
| Năm       | Tựa phim                                      | Thể loại             | Vai diễn                      |
| --------- | --------------------------------------------- | -------------------- | ----------------------------- |
| 1980      | Skyways                                       | Truyền hình          | Robin's Brother & Trevor Kirk |
| 1981      | I Can Jump Puddles                            | Điện ảnh TV          | Freddy                        |
| 1983      | Home                                          | Truyền hình          |                               |
| 1985      | Golden Pennies                                | Truyền hình          | Sean                          |
| 1986–1989 | Neighbours                                    | Truyền hình          | Scott Robinson (456 tập)      |
| 1989      | The Heroes                                    | Mini series          | Happy Huston                  |
| 1990      | Prisoners of the Sun                          | Điện ảnh             | Private Talbot                |
| 1990      | Shadows of the Heart                          | Điện ảnh TV          | Alex Fargo                    |
| 1991      | Joseph and the Amazing Technicolour Dreamcoat | Truyền hình đặc biệt | Joseph                        |
| 1993      | Galleria                                      | Phim ngắn            | Duane                         |
| 1995      | The Last Bullet                               | Điện ảnh TV          | Stanley Brennan               |
| 1995      | Rough Diamonds                                | Điện ảnh             | Mike Tyrell                   |
| 1996      | The Sun, the Moon and the Stars               | Điện ảnh             | Pat                           |
| 2000      | Sorted                                        | Điện ảnh             | Martin                        |
| 2002      | Tempe Tip                                     | Điện ảnh             | Max                           |
| 2003      | Horseplay                                     | Điện ảnh             | Henry                         |
| 2003      | Ned                                           | Điện ảnh             | Cha Thompson                  |
| 2002–2003 | MDA                                           | Truyền hình          | Richard Savage                |
| 2004      | Loot                                          | Điện ảnh TV          | Jon Peregrine                 |
| 2005—2010 | Buzz!                                         | Video game series    | Buzz                          |
| 2005      | Vietcong 2                                    | Video game           | Australian Officer            |
| 2008      | Echo Beach                                    | Truyền hình          | Daniel Marrack                |
| 2010      | Animals United                                | Điện ảnh             | Toby (lồng tiếng)             |
| 2011      | Evil Calls (The Legend of Harrow Woods)       | Video film           | Gary                          |
| 2011      | Back2Hell                                     | Video film           | Gary                          |
| 2012      | PlayStation All-Stars Battle Royale           | Video game           | Buzz                          |
| 2014      | Boj                                           | Truyền hình CBeebies | Pops (lồng tiếng)             |
| 2014      | Watch Dogs - The Suspect Man                  | Mission: Big Brother |                               |
| 2019      | Dial M for Middlesbrough                      | Truyền hình          | Darren                        |

| Năm              | Tựa đề                                        | Thể loại | Vai                                             |
| ---------------- | --------------------------------------------- | --- | ----------------------------------------------- |
| 2010, 2012, 2014 | The War of the Worlds                         | 2010: gốc 2012, 2014: "Jeff Wayne's Musical Version of The War of the Worlds – The New Generation" Bản làm lại | 2010: Artilleryman 2012, 2014: Parson Nathaniel |
| 2019             | Joseph and the Amazing Technicolour Dreamcoat | West End | Pharaoh                                         |